# Protestantische Kirche (Obersülzen)
Die Protestantische Kirche ist das älteste Gebäude des pfälzischen Dorfes Obersülzen (Verbandsgemeinde Leiningerland) und liegt am östlichen Rand der Ortschaft. Das Kirchengebäude liegt im Landkreis Bad Dürkheim in Rheinland-Pfalz. Die Kirchengemeinde Obersülzen ist Teil der Pfarrei Großkarlbach-Laumersheim-Obersülzen mit Pfarrsitz Großkarlbach und gehört zum Kirchenbezirk Frankenthal der Evangelischen Kirche der Pfalz. Die Kirche bietet etwa 180 Sitzplätze. 

## Geschichte

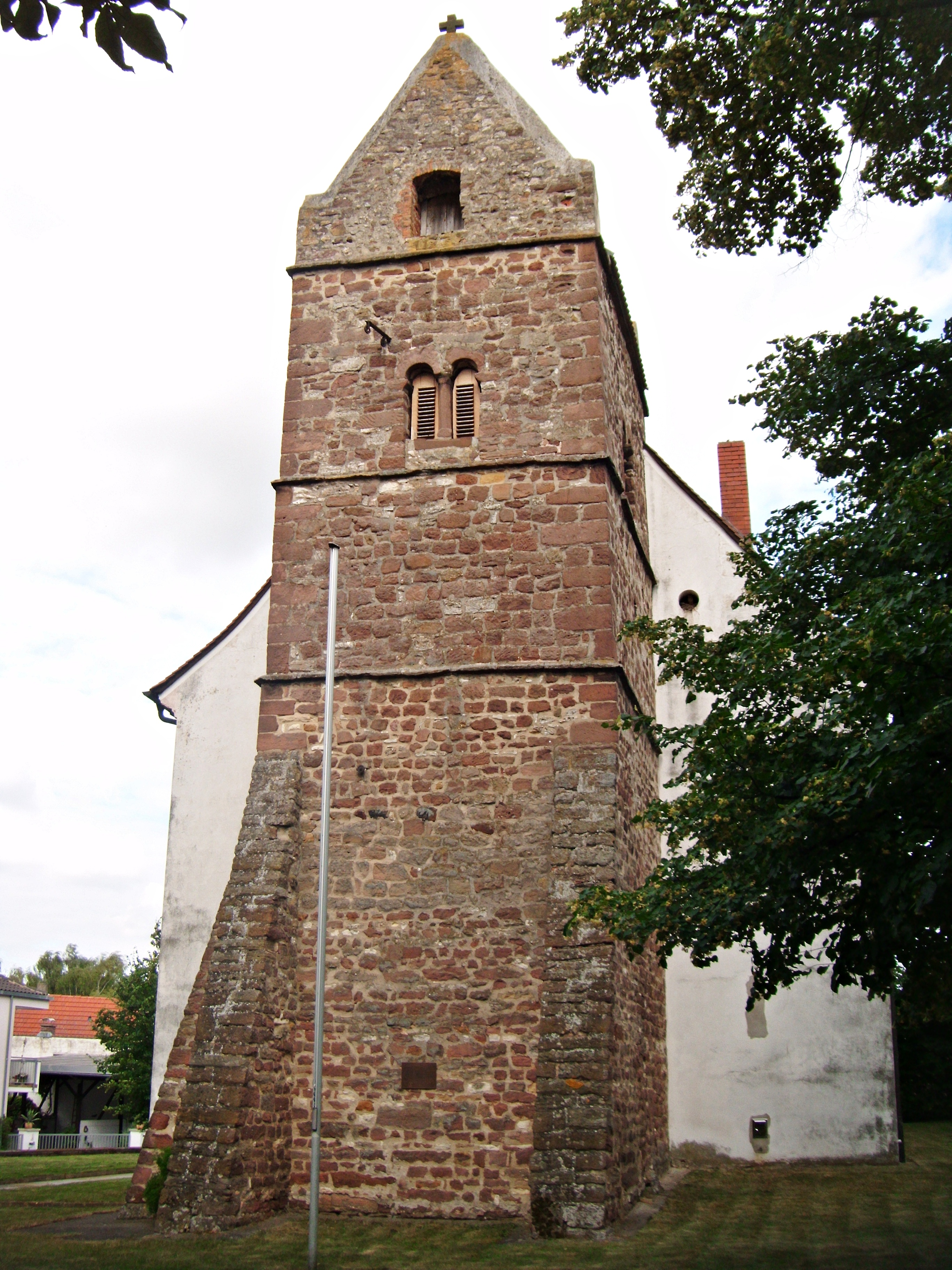
Die Kirche von Westen

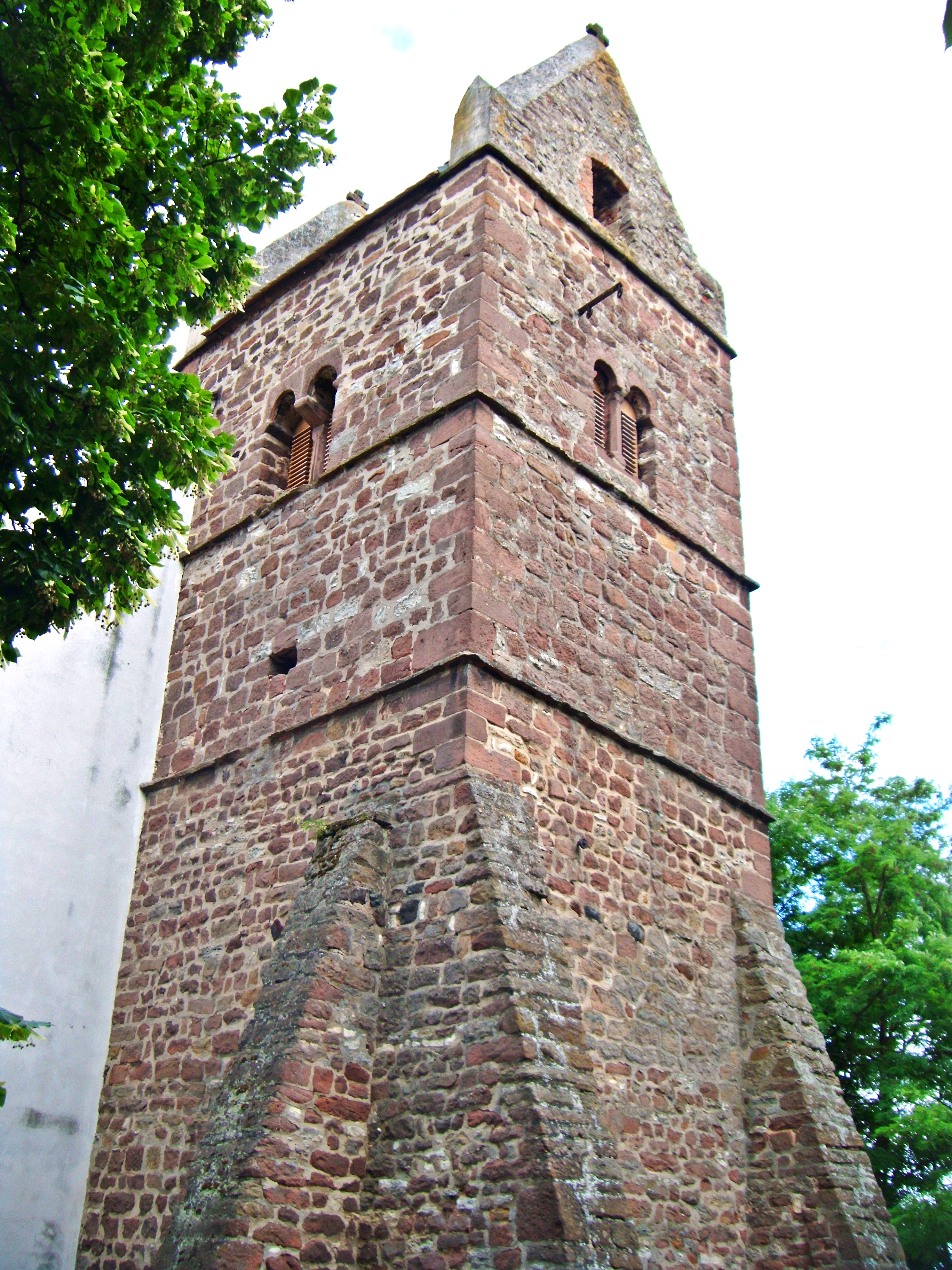
Der Kirchturm von Nordwesten

Es wird von einer ersten urkundlichen Nennung Obersülzens im Lorscher Codex, 767 bzw. im Liber Possessionum der Abtei Weißenburg, 773 ausgegangen. Weitere Belege aus dieser Zeit sind ebenfalls vorhanden, wobei jedoch aufgrund der ungenauen Schreibweise bei allen frühen Erwähnungen nicht ganz klar ist, ob es sich jeweils um Obersülzen, Hohen-Sülzen oder Sulzheim handelt, die alle nah beieinander liegen. Die Weißenburger Eintragungen lassen sich am ehesten auf Obersülzen beziehen. Eine Kirche wurde nicht genannt.
1141 bestätigte der Wormser Bischof Burchard II. dem Kloster Nonnenmünster seinen Besitz in Sulcze, umfassend sechs Höfe und das Patronats- bzw. Zehntrecht an der Pfarrkirche (ohne Namensbezeichnung). Die Rechte sollen bereits aus dem Jahr 1025 herrühren. Hierbei handelt es sich mit ziemlicher Sicherheit um Obersülzen.
Im 8. Jahrhundert wird demnach überhaupt keine Kirche und 1141 kein Name der damals schon existierenden Kirche erwähnt. Der Historiker Johann Friedrich Schannat (1683–1739) spricht in seiner Wormser Bistumsgeschichte erstmals von einer angeblichen Kirche St. Mauritius in Obersülzen, was Johann Goswin Widder 1787, in seinem Werk „Versuch einer vollständigen geographisch-historischen Beschreibung der kurfürstlichen Pfalz am Rheine“ (Band 3, S. 234) ungeprüft übernahm. Seither wurde es beständig kolportiert. Bereits Pfarrer Michael Frey wies jedoch schon 1836 darauf hin, dass es in Obersülzen vermutlich nie eine Mauritiuskirche gab, sondern eine schlichte Verwechslung mit der immer noch existenten Mauritiuskirche in Hohensülzen vorliegt.
Die erste sichere Nachricht vom Namen der Obersülzer Kirche überliefert das Wormser Synodale von 1496. Demnach war die Kirche dem Hl. Johannes dem Täufer geweiht und gehörte zum Landkapitel Neuleiningen, des Bistums Worms. Das Kirchenpatronat besaß damals das Cyriakusstift zu Neuhausen. Mitte des 16. Jahrhunderts wurde in Obersülzen, als Teil der Kurpfalz, die Reformation eingeführt. Bei der Pfälzischen Kirchenteilung von 1705 fiel die Obersülzer Kirche den Reformierten zu. Von diesem alten Bau existiert heute noch der Glockenturm, ein ansehnlicher Wehrturm, aus dem frühen 13. Jahrhundert. 1760 ließ die reformierte Gemeinde das desolate Kirchenschiff am alten Platz neu errichten, wofür das katholische Cyriakusstift (bzw. das Bistum Worms), als Inhaber des Kirchenpatronats, aufkommen musste. Herleitend von ihrem alten Patrozinium wird das Gotteshaus zuweilen noch heute als St. Johanneskirche bezeichnet.

## Baubestand
Die Kirche ist mit ihrem Chor geostet, der romanische Turm schließt sich westlich an das Schiff an. Letzterer ist der älteste und bedeutendste Teil der Kirche und wird ins frühe 13. Jahrhundert datiert. Es handelt sich um einen dreigeschossigen, rechteckigen Wehrturm mit Satteldach und Schildgiebeln. An den westlichen Ecken seines Erdgeschosses befinden sich nach Westen hin zwei massive Strebepfeiler, ein weiterer sitzt an der dortigen Nordmauer. Der gesamte Turm besteht aus unverputzten Sand-Bruchsteinen, die Eckquader sind im oberen Bereich bearbeitet. Die Geschosse wurden durch unterkehlte Schrägesimse getrennt, im dritten Geschoss sitzen nördlich, westlich und südlich gekuppelte rundbogige Schallöffnungen mit Kämpfern aus Platte und Schräge, sowie je einer Mittelsäule. 
Das 1760 angebaute Schiff ist verputzt und besitzt eine Flachdecke, drei Fensterachsen mit großen barocken Rundbogenfenstern, sowie ein Portal mit Stichbogen und Scheitelstein an der Nordseite. Der Chorabschluss ist dreiseitig. Im Kirchenschiff, vor dem Zugang zum Turm, wurde eine mittelalterliche Sarkophagbestattung festgestellt.

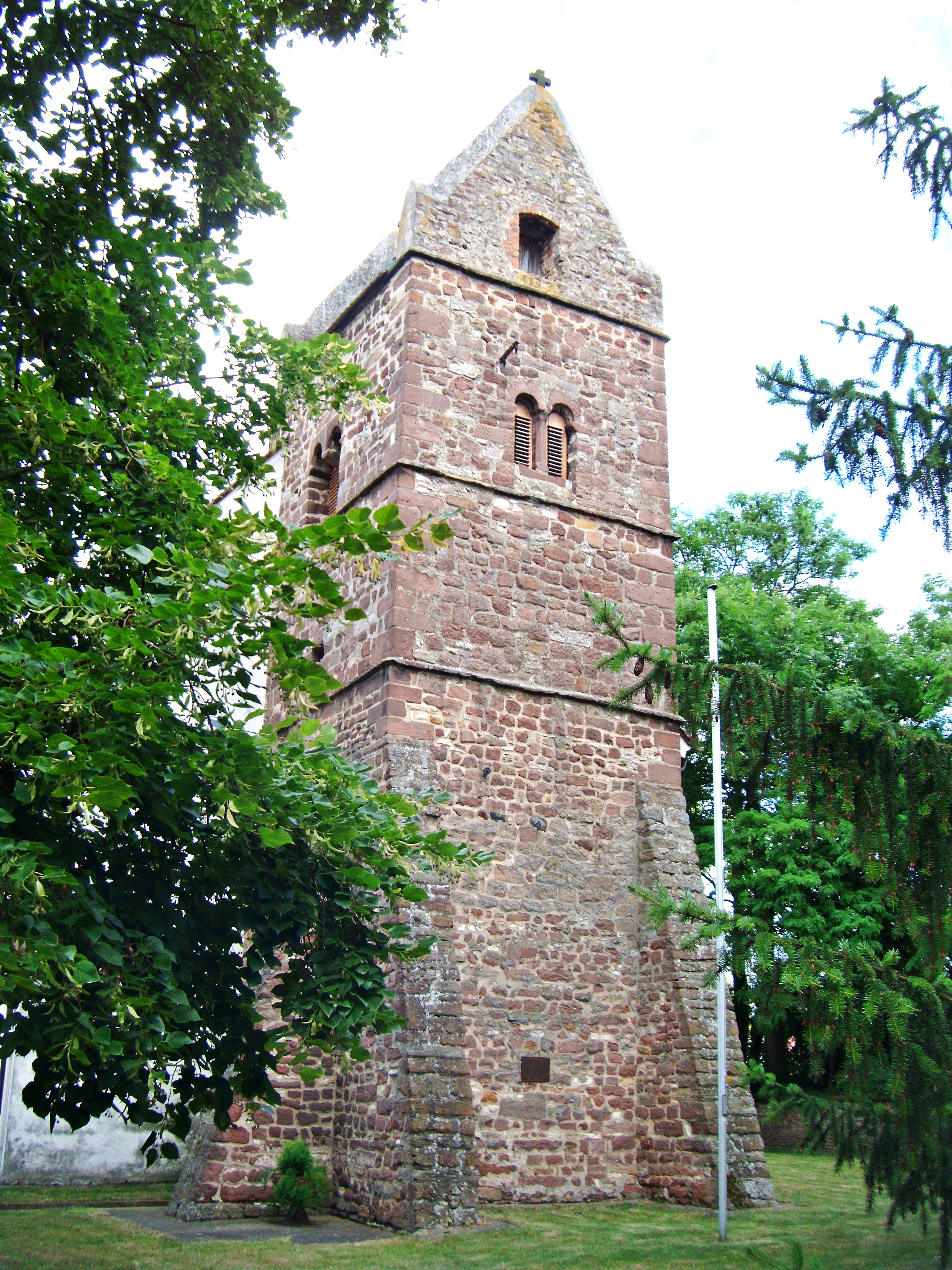
Kirchturm von Nordwesten
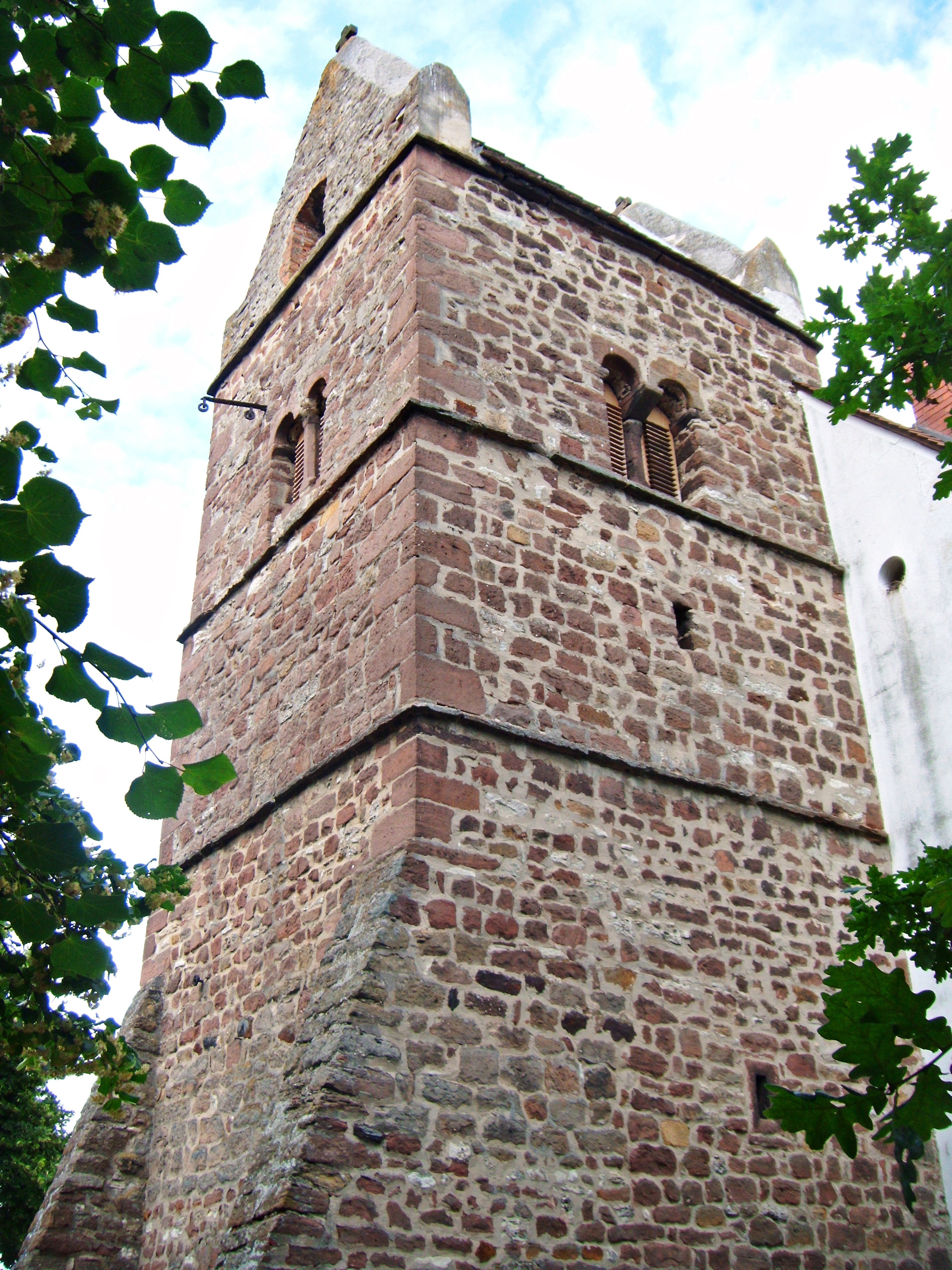
Kirchturm von Südwesten
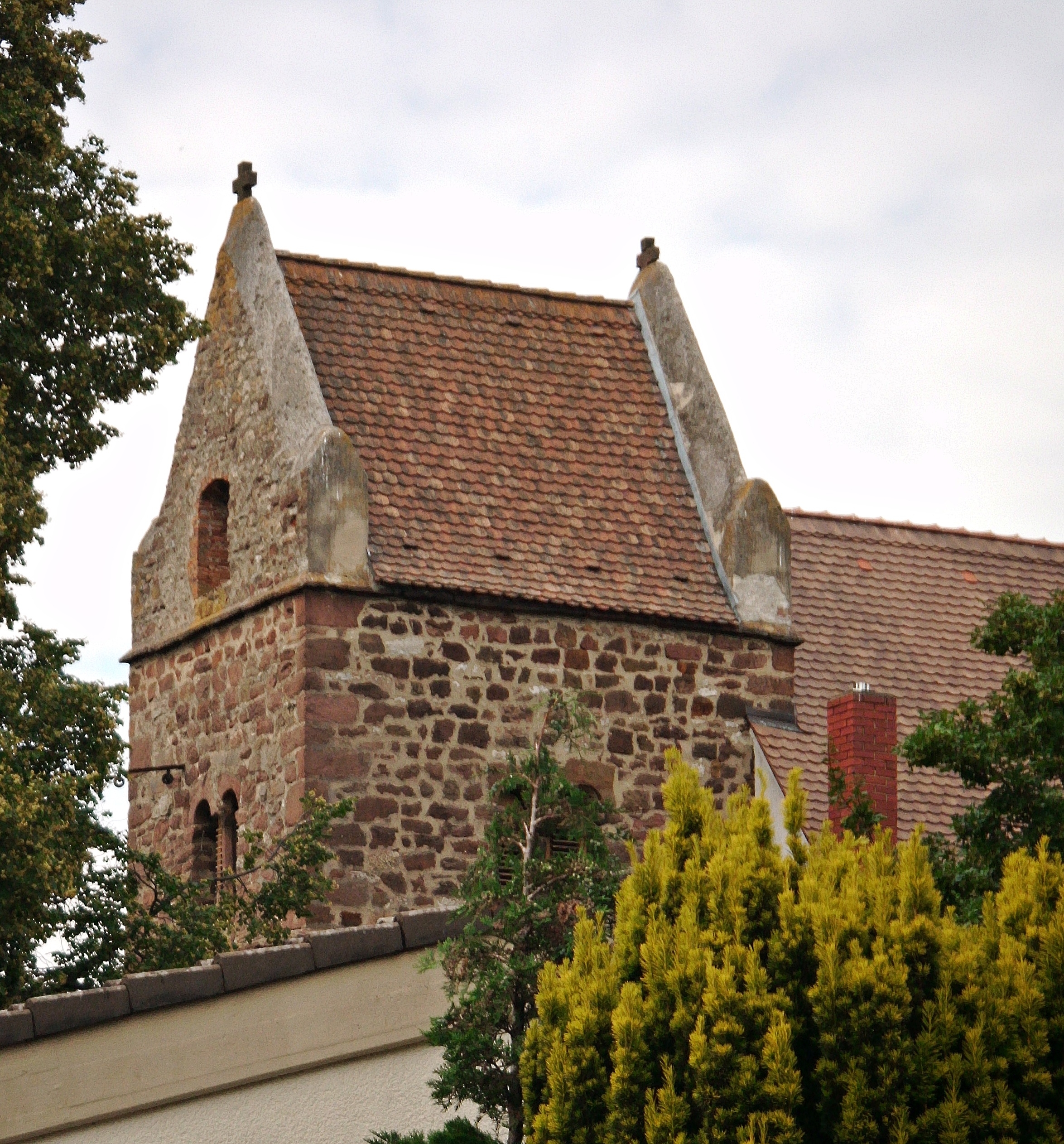
Kirchturm vom Friedhof aus aufgenommen
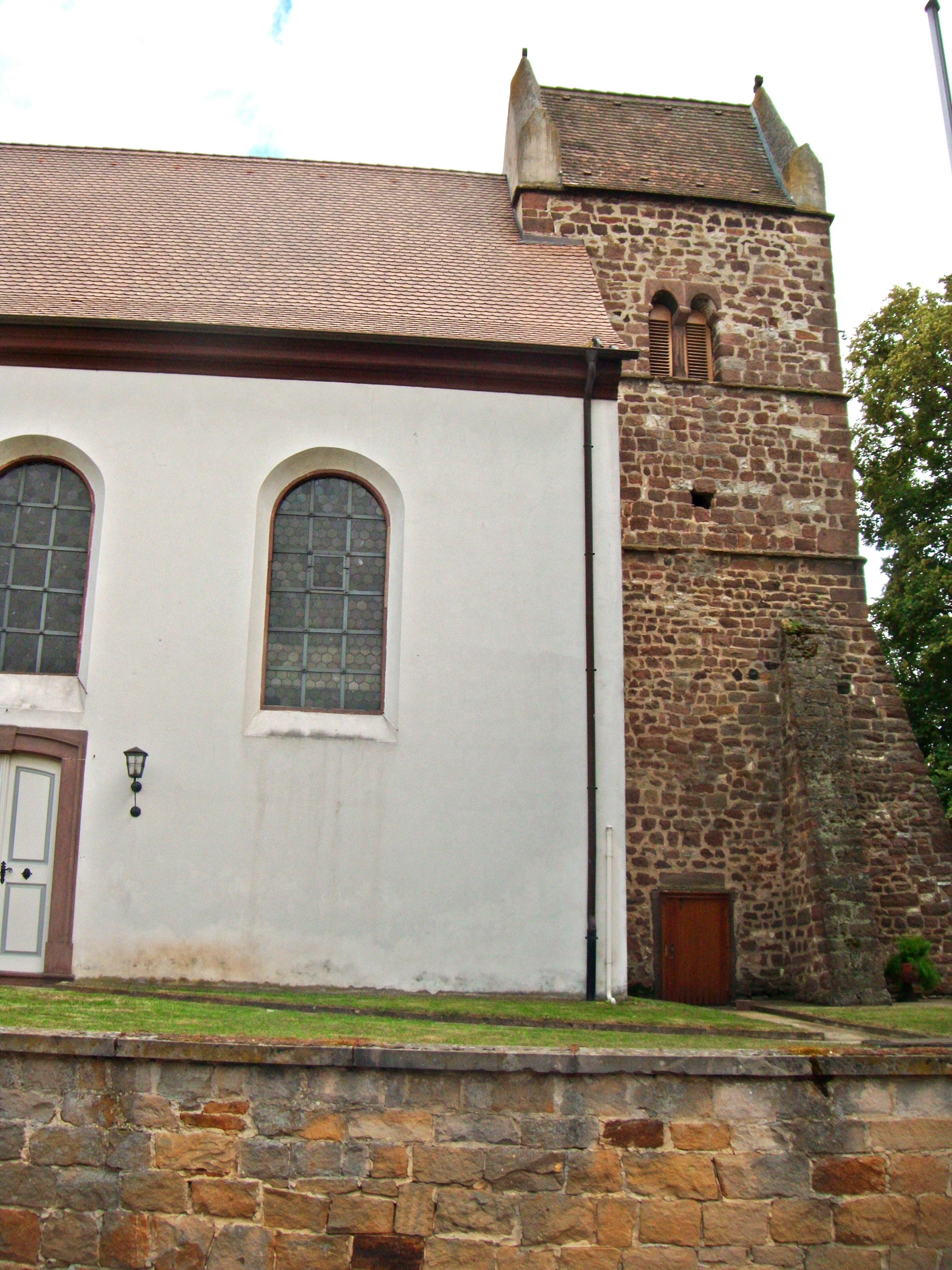
Kirche von Norden
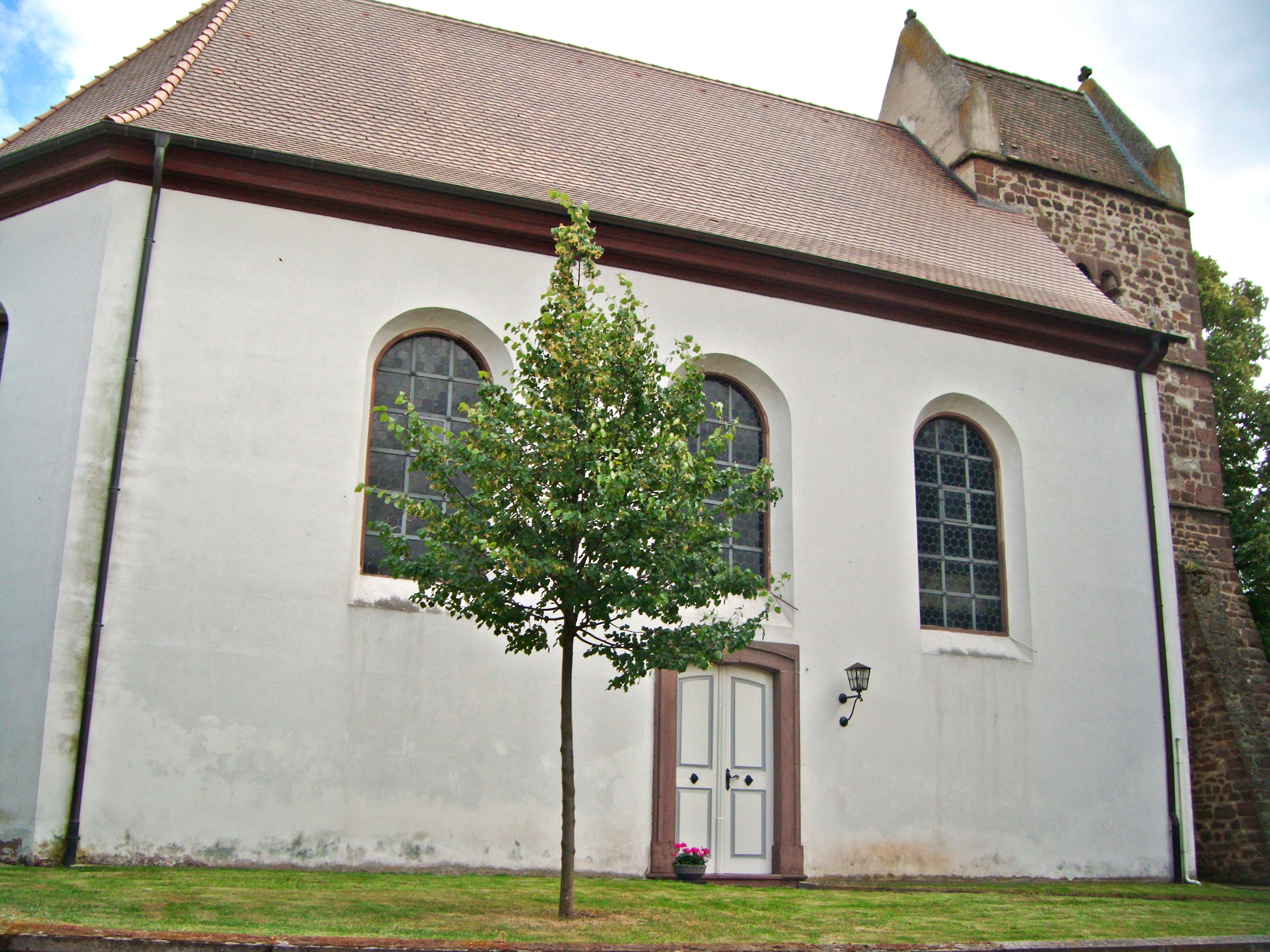
Kirche von Nordosten

## Orgel
Die Orgel der Protestantischen Kirche Obersülzen ist eine historische Denkmalorgel aus der Werkstatt der Firma W. Sauer Orgelbau Frankfurt (Oder) und wurde im Jahre 1896 (Opus 696) erbaut. Die alte Orgel war 1826 durch Blitzschlag zerstört worden. Das Instrument mit mechanischer Kegellade umfasst zwei Manuale, Pedal und zehn Register. In den Jahren 1963/'64 und 1984 wurden durch die Orgelbauer Paul Zimnol und Werner Owart Restaurierungen durchgeführt. Owart setzte neue Prospektpfeifen aus Zinn ein. Ansonsten ist die historische Sauer-Orgel original erhalten. Die Disposition lautet wie folgt:
| I Hauptwerk C–f3 |        |
| Prinzipal        | 8′     |
| Flute harm.      | 8′     |
| Gemshorn         | 8′     |
| Oktave           | 4'     |
| Cornett 3f.      | 2 2⁄3′ |

| II Hinterwerk C–f3 |    |
| Gedackt            | 8′ |
| Salizional         | 8′ |
| Flauto dolce       | 4′ |

| Pedalwerk C–d1 |     |
| Subbass        | 16′ |
| Oktavbass      | 8′  |

- Koppeln: II/I, I/P, II/P

## Geläut
Der Kirchturm trägt drei Glocken:
- 1 fis±0, Schilling/Heidelberg, 1952
- 2: a'+2, Schilling/Heidelberg, 1952
- 3: h'±0, Schilling/Heidelberg[7]